# Łotwa w Konkursie Piosenki Eurowizji
Łotwa uczestniczy w Konkursie Piosenki Eurowizji od  2000. Konkursem w kraju zajmuje się łotewski nadawca publiczny Latvijas Televīzija (LTV).
Reprezentant Łotwy wyłaniany jest podczas krajowych eliminacji Supernova (od 2015), a wcześniej podczas telewizyjnych koncertów: Eirodziesma (w latach 2000–2012) i Dziesma (w latach 2013–2014).
Łotwa zwyciężyła w finale konkursu w 2002 (Marie N z utworem „I Wanna”), dzięki czemu 48. Konkurs Piosenki Eurowizji odbył się w Rydze.

## Uczestnictwo
Łotwa uczestniczy w Konkursie Piosenki Eurowizji od 2000. Poniższa tabela uwzględnia wszystkich łotewskich reprezentantów, tytuły konkursowych piosenek oraz wyniki w poszczególnych latach.
| Rok  | Artysta            | Piosenka              | Język               | Finał            | Finał            | Półfinał                | Półfinał                |
| Rok  | Artysta            | Piosenka              | Język               | Miejsce          | Punkty           | Miejsce                 | Punkty                  |
| ---- | ------------------ | --------------------- | ------------------- | ---------------- | ---------------- | ----------------------- | ----------------------- |
| 2000 | Brainstorm         | „My Star”             | angielski           | 3                | 136              | Brak rundy półfinałowej | Brak rundy półfinałowej |
| 2001 | Arnis Mednis       | „Too Much”            | angielski           | 18               | 16               | Brak rundy półfinałowej | Brak rundy półfinałowej |
| 2002 | Marie N.           | „I Wanna”             | angielski           | 1                | 176              | Brak rundy półfinałowej | Brak rundy półfinałowej |
| 2003 | F.L.Y.             | „Hello From Mars”     | angielski           | 24               | 5                | Brak rundy półfinałowej | Brak rundy półfinałowej |
| 2004 | Fomins & Kleins    | „Dziesma par laimi”   | łotewski            | –                | –                | 17                      | 23                      |
| 2005 | Valters & Kaža     | „The War Is Not Over” | angielski, migowy   | 5                | 153              | 10                      | 85                      |
| 2006 | Cosmos             | „I Hear Your Heart”   | angielski           | 16               | 30               | Top 11                  | Top 11                  |
| 2007 | Bonaparti.lv       | „Questa notte”        | włoski              | 16               | 54               | 5                       | 168                     |
| 2008 | Pirates of the Sea | „Wolves of the Sea”   | angielski           | 12               | 83               | 6                       | 86                      |
| 2009 | Intars Busulis     | „Probka”              | rosyjski            | –                | –                | 19                      | 7                       |
| 2010 | Aisha              | „What For?”           | angielski           | –                | –                | 17                      | 11                      |
| 2011 | Musiqq             | „Angel in Disguise”   | angielski           | –                | –                | 17                      | 25                      |
| 2012 | Anmary             | „Beautiful Song”      | angielski           | –                | –                | 16                      | 17                      |
| 2013 | PeR                | „Here We Go”          | angielski           | –                | –                | 17                      | 13                      |
| 2014 | Aarzemnieki        | „Cake to Bake”        | angielski           | –                | –                | 13                      | 33                      |
| 2015 | Aminata            | „Love Injected”       | angielski           | 6                | 186              | 2                       | 155                     |
| 2016 | Justs              | „Heartbeat”           | angielski           | 15               | 132              | 8                       | 132                     |
| 2017 | Triana Park        | „Line”                | angielski           | –                | –                | 18                      | 21                      |
| 2018 | Laura Rizzotto     | „Funny Girl”          | angielski           | –                | –                | 12                      | 106                     |
| 2019 | Carousel           | „That Night”          | angielski           | –                | –                | 15                      | 50                      |
| 2020 | Samanta Tīna       | „Still Breathing”     | angielski           | Konkurs odwołany | Konkurs odwołany | Konkurs odwołany        | Konkurs odwołany        |
| 2021 | Samanta Tīna       | „The Moon Is Rising”  | angielski           | –                | –                | 17                      | 14                      |
| 2022 | Citi Zēni          | „Eat Your Salad”      | angielski           | –                | –                | 14                      | 55                      |
| 2023 | Sudden Lights      | „Aijā”                | angielski, łotewski | –                | –                | 11                      | 34                      |
| 2024 | Dons               | „Hollow”              | angielski           | 16               | 64               | 7                       | 72                      |
| 2025 | Tautumeitas        | „Bur man laimi”       | łotewski            | 13               | 158              | 2                       | 130                     |
| 2026 |                    |                       |                     |                  |                  |                         |                         |

Legenda:
     1. miejsce

## Historia głosowania w finale (2000–2025)
Poniższe tabele pokazują, którym krajom Łotwa przyznaje w finale najwięcej punktów oraz od których państw łotewscy reprezentanci otrzymują najwyższe noty.
| L.p. | Kraj     | Punkty |
| ---- | -------- | ------ |
| 1    | Rosja    | 175    |
| 2    | Ukraina  | 168    |
| 3    | Litwa    | 161    |
| 4    | Estonia  | 156    |
| 4    | Szwecja  | 156    |
| 5    | Norwegia | 92     |

| L.p. | Kraj            | Punkty |
| ---- | --------------- | ------ |
| 1    | Litwa           | 119    |
| 2    | Estonia         | 103    |
| 3    | Irlandia        | 74     |
| 4    | Wielka Brytania | 69     |
| 5    | Dania           | 51     |

## Organizacja
Łotwa organizowała Konkurs Piosenki Eurowizji w 2003. Finał został rozegrany w ryskiej Skonto Hall.
| Rok  | Miasto | Miejsce     | Prowadzący                    |
| ---- | ------ | ----------- | ----------------------------- |
| 2003 | Ryga   | Skonto Hall | Marija Naumova Renārs Kaupers |